# Karl von Müller (Generalleutnant)
Karl August Friedrich Müller, seit 1880 von Müller, (* 26. Januar 1822 in Mannheim; † 9. September 1885 in Darmstadt) war ein preußischer Generalleutnant.

## Leben

### Herkunft
Er war der Sohn des Hofdomänenkanzlisten Matthias Müller († 1841) und dessen Ehefrau Marie, geborene von Diemer († 1850).

### Militärkarriere
Müller besuchte zunächst das Gymnasium in Freiburg im Breisgau und anschließend das Polytechnikum in Karlsruhe. Am 1. April 1839 trat er als Musketier in das 1. Linien-Infanterie-Regiment der Badischen Armee ein und absolvierte von Oktober 1839 bis Anfang Februar 1841 die Kriegsschule in Karlsruhe. Ende Mai wurde Müller Leutnant und war von November 1842 bis August 1845 zur weiteren Ausbildung an die Höhere Offizierschule kommandiert. Nach dem erfolgreichen Abschluss folgte am 28. Oktober 1845 seine Beförderung zum Oberleutnant und kurz darauf die Ernennung zum Adjutanten des I. Bataillons. In dieser Eigenschaft nahm Müller im Zuge der Niederschlagung der Badischen Revolution am Gefecht um Staufen teil.
Nach der Niederschlagung der Revolution befand sich Müller aufgrund der Auflösung der Armee vom 13. August 1849 bis zum 3. März 1850 im zeitweiligen Ruhestand. Mit der Wiederaufstellung der Armee kam er anschließend zum 5. Infanterie-Bataillon und wurde am 23. Oktober 1852 als Hauptmann in das Jäger-Bataillon versetzt. Im Mai und Juni 1859 kommandierte man Müller anlässlich des Sardinischen Krieges nach Frankreich, wo er als Beobachter am Feldzug gegen Österreich teilnahm. Im Mai 1861 avancierte er zum Major und wurde am 9. November 1865 Bataillonskommandeur im 2. Linien-Infanterie-Regiment. In dieser Stellung kam Müller 1866 während des Krieges gegen Preußen in den Gefechten bei Hundheim, Werbach und Gerchsheim zum Einsatz.
Nach dem Friedensschluss stieg Müller weiter auf und wurde am 21. Oktober 1868 mit seiner Beförderung zum Oberst zum Kommandeur des 3. Infanterie-Regiments in Rastatt ernannt. Sein Regiment führte er 1870 im Krieg gegen Frankreich in der Schlacht bei Wörth und der Belagerung von Straßburg. Im Gefecht bei Etival wurde Müller Anfang Oktober 1870 schwer verwundet. Daraufhin übernahm Oberstleutnant Eduard Kraus die Führung seines Regiments. Für seine Leistungen wurde Müller mit dem Eisernen Kreuz II. Klasse sowie dem Ritterkreuz des Militär-Karl-Friedrich-Verdienstordens gewürdigt.
Müller übernahm am 6. März 1871 wieder sein Regiment und wurde in dieser Eigenschaft am 15. Juli 1871 in den Verbund der Preußischen Armee übernommen. Am 29. Dezember 1875 entband man ihn von seinem Kommando und beförderte Müller anschließend zum Generalmajor von der Armee. Als solcher wurde er am 11. März 1876 zum Kommandeur der 59. Infanterie-Brigade in Metz ernannt. Für seine Verdienste in der Truppenführung wurde Müller am 8. Mai 1877 mit dem Roten Adlerorden II. Klasse mit Eichenlaub sowie am 23. September 1879 mit dem Kronenorden II. Klasse mit Stern ausgezeichnet.
Anfang 1880 erhob Großherzog Friedrich I. Müller in den erblichen badischen Adelsstand. Am 12. Juni 1880 wurde Müller aufgrund seines Gesundheitszustandes unter Verleihung des Charakters als Generalleutnant mit der gesetzlichen Pension zur Disposition gestellt.

### Familie
Müller hatte sich am 16. Februar 1850 in Karlsruhe mit Sophie Christiane Goßweyler (1828–1882) verheiratet. Aus der Ehe gingen mehrere Kinder hervor:
- Elisabeth Sophie (* 21. August 1852)
- Karl August Friedrich (* 28. März 1856), Major a. D. ⚭ 1897 Maria Mathilde Elvire Peters (* 19. Juli 1858)[2]